# 제다 (차)
제다(製茶)는 차나무의 싹, 잎, 어린줄기를 마실 수 있는 차(茶)로 만드는 전통 기술을 말한다. 2016년 7월 14일 대한민국의 국가무형문화재 제130호로 지정되었다.

## 개요
‘제다’(製茶)는 차나무의 싹, 잎, 어린줄기를 찌거나 덖거나 발효 등을 거쳐 재료로 만든 후 비비기, 찧기, 압착, 건조 등의 공정을 통해 마실 수 있는 차(茶)로 만드는 전통기술을 말한다.
제다(製茶)에 관한 기록은 삼국시대부터 조선후기 다서(茶書)에 이르기까지 나타난다. 제다(製茶) 기법은 오랜 기간 동안 다양하게 변화․발전하여 오늘날에도 활발하게 전승·통용되고 있다. 차 제조 방법 및 음다 방식 등에서도 우리나라만의 고유성이 있다.

## 녹차 제다법
녹차는 딴 즉시 찌거나 덖어 산화효소를 없애며 도중에 발효될 짬을 주지 않도록 해야 한다.
여러 방식이 있지만 전통적인 덖음방식의 하나로 다음과 같은 제다법이 있다.
200~300도에서 재빨리 뒤집고 살짝 눌렀다가 다시 뒤집으며 고루 익힌다. 불이 약하면 풋내가 나거나 발효되고, 너무 뜨거워도 좋지 않다.
향기나 빛을 보아 줄기가 익었다고 생각되면 찻잎을 꺼내 두 손을 뭉쳐쥐고 빨래하듯 비빈다. 찻잎 비비기 작업은 세포막을 파괴시켜 차를 우릴 때 각종 수용성 성분이 쉽게 우러나도록 하고, 차의 형상이 잘 말아지게 하며 찻잎 중의 수분을 고르게 하는 작업이다. 약하게 비비면 차를 우릴 때 차성분이 잘 녹아 나오지 않고, 너무 심하게 비비면 잎조직이 뭉개져 다탕이 탁해진다.
잎들이 서로 붙지 않도록 두 손으로 털며 다시 덖는다. 이때는 처음보다 불의 온도를 낮춘다. 차가 잘 우러나고 부피를 줄이기 위해 다시 비빈다. 솥의 온도를 더 낮추어 100~130도에서 고루 뒤집으며 말린다. 눌은 냄새가 나지 않도록 솥바닥을 긁거나 행주로 닦아 깨끗이 한 후 다시 말려야 한다. 건조상태는 잎을 손으로 문질러 가루가 되면 완성된 것이다.

## 보유자
국가무형문화재 ‘제다’는 한반도 남부 지방의 차산지에 기반을 두고 있으며, 차 제조 기술이 다양한 방식과 형태로 일반적으로 공유·전승되고 있으므로 보유자나 보유단체를 인정하지 않는다.

## 같이 보기
- 차(茶)

## 참고 자료
- 제다 - 국가유산청 국가유산포털